# Великі Солонці
Великі Солонці́ — село в Україні, у Новосанжарській селищній громаді Полтавського району Полтавської області. Населення становить 493 осіб. До 2020 орган місцевого самоврядування — Великосолонцівська сільська рада.

## Географія
Село Великі Солонці знаходиться на правому березі річки Кустолове, вище за течією на відстані 2,5 км розташоване село Малі Солонці, нижче за течією на відстані 3 км розташоване село Прогрес, на протилежному березі — село Мушина Гребля. Річка в цьому місці пересихає, місцевість навколо села заболочена.
Розташоване за 14 км від райцентру та за 6 км від залізничної ст. Нові Санжари.

## Історія
Засноване в серед. XIX ст. Уперше згадується 1859 як хутір. Назва села походить від солонцюватих ґрунтів, що розіслались навкруги. 1889 споруджено дерев'яну Петропавлівську церкву, при якій діяла церковнопарафіяльна школа для дівчаток. Радянську владу проголошено в січні 1918.
За переписом 1926 Великі Солонці — центр сільради Новосанжарського р-ну Полтавського округу, 284 господарства, 1487 ж. Під час нім.-нацист, окупації (20 вересня 1941 — 23 вересня 1943) з Великі Солонці разом з прилеглими хуторами вивезено до Німеччини 245 юнаків та дівчат, спалено 104 хати.
12 червня 2020 року, відповідно до розпорядження Кабінету Міністрів України № 721-р «Про визначення адміністративних центрів та затвердження територій територіальних громад Полтавської області», село увійшло до складу Новосанжарської селищної громади.
19 липня 2020 року, в результаті адміністративно - територіальної реформи та ліквідації Новосанжарського району, село увійшло до складу новоутвореного Полтавського району Полтавської області.

## Населення
- 1926 — 1487[1]
- 1990 — 512[1]

Згідно з переписом УРСР 1989 року чисельність наявного населення села становила 493 особи, з яких 201 чоловік та 292 жінки.
За переписом населення України 2001 року в селі мешкали 492 особи.

### Мова
Розподіл населення за рідною мовою за даними перепису 2001 року:
| Мова       | Відсоток |
| ---------- | -------- |
| українська | 95,13 %  |
| російська  | 3,85 %   |
| вірменська | 0,81 %   |
| молдовська | 0,20 %   |

## Економіка
- Молочно-товарна та птахо-товарна ферми.
- ПАФ «Великі Солонці».

## Об'єкти соціальної сфери
- Школа І-ІІ ст.
- Будинок культури.
- Фельдшерсько-акушерський пункт.

## Пам'ятки архітектури
У Великих Солонцях є Петропавлівська церква. Зараз перебуває у поганому стані.

## Відомі люди
- Барил Клавдія Федорівна — українська артистка, Народна артистка України.
- Кривуля Геннадій Федорович — доктор технічних наук.